# 奧澤里夫卡 (別列茲涅古瓦捷區)
47°28′14″N 33°5′40″E / 47.47056°N 33.09444°E
奧澤里夫卡（烏克蘭語：Озерівка），是烏克蘭南部的村莊，隸屬尼古拉耶夫州的巴什坦卡區。該村始建於1914年，面積1.14平方公里，海拔高度81米，2001年人口236，人口密度每平方公里207人。